# 高安郡
高安郡为過去日本大阪府轄下的一个郡，已于1896年4月1日与周邊的郡合并为中河內郡。
在1880年實施郡區町村編制法時的辖区位於現在的八尾市東部區域。

## 歷史
在令制國時代最初屬於河內國，過去高安郡的西側為河內湖，河內湖岸邊多為泥沙淤積產生的溼地，常受到水患影響，因此主要聚落位於更東側靠近山的山麓下；過去自京都通往高野山的主要街道東高野街道也是沿著河內湖東岸所開設，因此也南北貫穿了整個高安郡。
16世紀戰國時代，河內國原本為畠山氏的勢力範圍，為對抗逐漸滲入此地的三好長慶，雙方曾在此發生戰國時代近畿地區規模最大的戰役－教興寺之戰，最終三好長慶獲勝，此後河內國也成為三好長慶的勢力範圍。
江戶時代後，初期此地曾頻繁的更換領主，後來才將大部分區域劃給淀藩，但其他仍有少部分區域屬於岡田藩、小田原藩和旗本領。
1868年明治維新後，郡內區域曾先後隸屬大坂裁判所（後改為大阪府）、河內縣、堺縣、淀縣、岡田縣、深津縣，最後在1872的第一次府縣整併中全數被併入堺縣。
1880年實施郡區町村編製法，正式的設置了近代的行政區劃「高安郡」，但並未設置自己的郡役所，而是與周邊的丹北郡、澀川郡、大縣郡、若江郡、河內郡共同設立「八尾郡役所」，郡役所位於若江郡寺內村（位於現在的八尾市），因此八尾郡役所後來也被更名為「丹北高安澀川大縣若江河內郡役所」。
1881年，由於堺縣被併入大阪府，高安郡隨之成為大阪府的轄區。

### 沿革

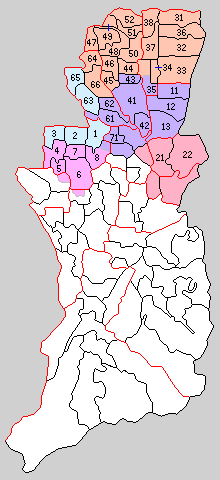
1889年高安郡轄下的行政區劃：
11.北高安村、12.中高安村、13.南高安村
（紫色：現屬八尾市、1 - 8屬丹北郡、21・22屬安宿部郡、31 - 38屬河內郡、51 - 53屬古市郡、41 - 52屬若江郡、61 - 66屬澀川郡）

- 1889年04月1日：實施町村制，高安郡下設北高安村、中高安村、南高安村。（3村）
- 1896年04月1日：實施郡制（日语：郡制），同時原屬於「丹北高安澀川大縣若江河內郡役所」的區域再加上志紀郡三木本村被合併為中河內郡。